# Giorgi Arabidze
Giorgi Arabidze (en georgiano: გიორგი არაბიძე; Vani, 4 de marzo de 1998) es un futbolista georgiano. Juega de extremo en el Ulsan HD F. C. de la K League 1.

## Selección nacional
Ha sido internacional con la selección de fútbol de Georgia en cuatro ocasiones.

## Clubes
| Club                            | País          | Año       |
| ------------------------------- | ------------- | --------- |
| F. C. Lokomotivi Tiflis         | Georgia       | 203-2015  |
| F. K. Shajtar Donetsk           | Ucrania       | 2015-2018 |
| C. D. Nacional                  | Portugal      | 2018-2022 |
| Adanaspor (cedido)              | Turquía       | 2019-2020 |
| F. C. Rotor Volgogrado (cedido) | Rusia         | 2021      |
| F. C. Samtredia (cedido)        | Georgia       | 2021      |
| F. C. Torpedo Kutaisi           | Georgia       | 2022-2024 |
| Ulsan HD F. C.                  | Corea del Sur | 2024-     |

## Palmarés

### Títulos nacionales
| Título                  | Club                  | País          | Año  |
| ----------------------- | --------------------- | ------------- | ---- |
| Supercopa de Ucrania    | F. K. Shajtar Donetsk | Ucrania       | 2015 |
| Copa de Ucrania         | F. K. Shajtar Donetsk | Ucrania       | 2016 |
| Liga Premier de Ucrania | F. K. Shajtar Donetsk | Ucrania       | 2017 |
| Copa de Ucrania         | F. K. Shajtar Donetsk | Ucrania       | 2017 |
| Supercopa de Ucrania    | F. K. Shajtar Donetsk | Ucrania       | 2017 |
| Copa de Ucrania         | F. K. Shajtar Donetsk | Ucrania       | 2018 |
| Liga Premier de Ucrania | F. K. Shajtar Donetsk | Ucrania       | 2018 |
| Copa de Georgia         | F. C. Torpedo Kutaisi | Georgia       | 2022 |
| Supercopa de Georgia    | F. C. Torpedo Kutaisi | Georgia       | 2024 |
| K League 1              | Ulsan HD F. C.        | Corea del Sur | 2024 |